# Півтораручний меч
Півтораручний меч — тип європейського меча (в тому числі на теренах України тих часів), що характеризується хрестоподібним ефесом (руків'я) з рукояткою для дворучного використання (приблизно від 16 до 28 см або 6-11 дюймів), пряме двосічне лезо приблизно від 85 до 110 см (33-43 дюйма), а також вагою приблизно від 1 до 1.5 кг (2.3 — 3.5 фунта).
Півтораручний меч існує в морфологічному континуумі із середньовічними мечем романського типу і ренесансним Цвайгендером. Він був поширений у часи пізнього середньовіччя та Відродження (приблизно з 1350 по 1550 і зокрема в Україні), з найранішим використанням у 12 ст. та найпізнішим використанням у 17 ст.

## Термінологія
Визначення півтораручного меча не є неоднозначним і стосується терміна «меч-бастард» лише там, де мається на увазі контекст від пізнього середньовіччя до відродження.
Історичні терміни (15-16 століття) для цього типу мечів включали
Протягом 15-16 століть для цього типу мечів вживали такі назви: ісп. espadón, montante, або mandoble, італ. spada longa (lunga) або spada due mani (Bolognese), порт. montante і середньофр. passot . Шотландська гельська назва claidheamh mòr означала «великий меч», яка була англізована як клеймор, що згодом застосовувалась для означенням шотландського типу довгого меча з v-подібною хрестовиною. Історична термінологія збігається з такою, що застосовувалася до меча цвайгендер у 16 столітті: фр. espadon, ісп. espadón, або порт. montante також може використовуватися у більш вузькому контексті для позначення цих великих мечів. Французький épée de passot може також вживатися щодо середньовічного одноручного меча, розрахованого для заколювання.
Французький термін épée bâtarde та англійський bastard sword виникли у 15-му або 16-му столітті, спочатку у загальному значенні як «неправильний меч чи меч невизначеного походження», але до середини 16-го століття міг відноситись лише до великих мечів. Організований Генріхом VIII конкурс майстрів оборони, у липні 1540 року, визначив дворучний меч та меч бастард як дві різні зброї. Невідомо, чи той самий термін все ще можна використовувати для інших типів мечів меншого розміру, але антикварне використання в 19 столітті встановило використання терміна «меча бастарда» як однозначного означення саме цих великих мечів.
Німецький Langes Schwert («довгий меч») у посібниках 15-16-го століть позначає не тип зброї, а техніку фехтування обома руками на рукоятці, на відміну від техніки Kurzes Schwert («короткий меч»), яка використовувалась для фехтування тією ж зброєю, але при умові, де одна рука тримала лезо (також відомої як напівмеч).
Сучасне використання «півтораручний» або «довгий меч» з'явилося лише у 2000-х роках у контексті реконструкції німецької школи фехтування, перекладаючи німецький термін Langes schwert . До цього термін «довгий меч» означав будь-який меч з довгим лезом, де «довгий» — це просто прикметник, а не класифікація.
Термін «півтораручний меч» є відносно сучасним (з кінця 19 ст.). Свою назву меч отримав завдяки тому, що баланс меча дозволяв використовувати його як в одній руці, так і в двох. Протягом першої половини 20-го століття термін «меч бастард» регулярно використовувався для позначення цього типу меча, тоді як «довгий меч» (або «довгий меч»), якщо він взагалі використовувався, ставився до рапіри (в контексті фехтування за часів Ренесансу або Раннього Нового часу).

## Еволюція
Півтораручний меч характеризується не стільки довшим лезом, скільки довшою рукояткою, що вказує на зброю, призначену для використання двома руками. Впродовж високого середньовіччя зустрічаються мечі з винятково довгими руків'ями . Наприклад, у Музеї мистецтва та історії Глазго є довгий меч з маркуванням XIIIa. 5, яку вчені датували між 1100 і 1200 роками через стиль рукоятки та специфічну конусність, але подібні мечі залишаються неймовірно рідкісними і не є репрезентативним чи ідентифікованим стилем до кінця 13 або початку 14 століття.
Півтораручний меч як пізньосередньовічний тип меча з'являється в 14 столітті, у складі військової сталевої зброї ранньої фази Столітньої війни . Як тип він залишається ідентифікованим у приблизний період з 1350 по 1550 рр. Наприкінці Середньовіччя меч використовувався як військова зброя, призначена для тих, хто носить повні повні пластинчасті обладунки пішки або верхи. Однак засвідчено, що з кінкця 15 століття, що його носили та використовували неозброєні солдати чи найманці.
Використання дворучного Великого меча (нім. Schlachtschwert) піхотою (на відміну від використання їх як зброї кінних й повністю броньованих лицарів), схоже, виникло у швейцарців у 14 столітті. До 16 століття його військове використання було в основному застарілим, кульмінацією якого був короткий період, початок-середина 16 століття, коли німецькі ландскнехти носили з собою великогабаритні Цвайгендери . До другої половини 16 століття він зберігався здебільшого як зброя для спортивних змагань (Schulfechten), і, можливо, у лицарських дуелях .
У першій половині 16 століття з'явилися окремі різновиди ефесів «мечів бастардів». Юарт Оукшотт розрізняє дванадцять різних типів. :130 Усі вони ймовірно виникли в Баварії та Швейцарії. Наприкінці 16 століття на цих мечах з'являються ранні форми розвиненого ефеса. Починаючи приблизно з 1520 року, швейцарська шабля (Schnepf) у Швейцарії почала замінювати прямий півтораручний меч, успадкувавши його типи руків'я, і довгий меч вийшов з ужитку в Швейцарії до 1550 року. У південній Німеччині він зберігся до 1560-х років, але його використання також скоротилося в другій половині 16 століття. У Швейцарському національному музеї зберігаються два пізні зразки довгих мечів, обидва з вертикальними навершями та прикрашеними витонченою срібною інкрустацією, що належали швейцарським дворянам — Гугельбергу фон Моосу і Рудольфу фон Шауенштейну, котрі перебували на французькій службі в кінці 16-го і початку 17-го століття. :133 Довгий меч, великий меч і меч бастард також виготовлялись в Іспанії, де з'явилися відносно пізно і були відомі як espadon , montante і bastarda або espada de mano y media відповідно.

## Морфологія

Різні перерізи лез. У верхній частині варіанти форми ромба. Внизу варіанти лінзовидної форми.

Мечі, згруповані як «довгі мечі» чи «півтораручні» для цілей цієї статті, об'єднані тим, що вони призначені для використання двома руками. За типологією клинків вони не утворюють єдиної категорії. У типології Оукшотта морфології клинка «довгі мечі» фігурують як ряд підтипів відповідних типів одноручних мечів.
- Типи XIIa і XIIIa представляють тип Великого меча або бойового меча, який використовувався наприкінці 13-го і 14-го століття. Вони є більшою версією мечів типу XII і типу XIII, які були стандартними лицарськими мечами під час хрестових походів . Вони в першу чергу призначені для різання, з рукоятками для використання як однією так і двома руками. Леза типу XIIa широкі, плоскі і рівномірно звужуються, з лінзовидним поперечним перерізом і долом, що проходить приблизно на двох третинах довжини клинка. Леза типу XIIIa широкі, з плоским лінзовидним поперечним перерізом, паралельними краями і повнішою, що проходить уздовж половини довжини клинка.
- Тип XVa — класичний дворучний меч 14-го і 15-го століть (з ранніми зразками з кінця 13-го століття). Ці леза сильно звужені, більш вузькі та тонкі, навіть ніж у одноручного варіанту типу XV, із сплощеним ромбоподібним поперечним перерізом.
- Тип XVIa — класичний «півтораручний меч» 14-15 століть. Ці леза довгі і повільно звужуються, з плоским шестикутним поперечним перерізом і більш повним, що проходить вздовж однієї третини леза. Вони являють собою оптимізований компроміс між здатністю колоти і збереженням хороших різальних характеристик.
- Тип XVII — це тип, що існував недовго та був популярний у середині 14-го й початку 15-го століття. Ці леза довгі, тонкі і гостро звужуються, наближаються до обрисів типу XVa, зберігаючи при цьому вузький шестикутний поперечний переріз і неглибоку більш повну, що проходить приблизно на одній чверті леза.
- Типи XVIIIb і XVIIIc представляють пізні довгі мечі середини 15-го початку 16-го століть. Вони мають сплощений ромбоподібний поперечний переріз, часто з яскраво вираженим серединним ребром, деякі з них порожнисті. Леза типу XVIIIb тонкі, порівняні з лезами XVa, але довші, розміром від 90 до 107 см, з відповідно довшою рукояткою, часто з поясом для зручного використання двома руками. Леза типу XVIIIc дещо ширші і коротші (близько 85 см), а іноді мають короткі та вузькі повніші.
- Леза типу ХХ широкі, з лінзовидним або восьмикутним перерізом. Їх визначальна характеристика полягає в тому, що вони мають три дола, неглибокий центральний дол, що проходить уздовж половини довжини леза, з двома неглибокими паралельними долами вздовж першої чверті. Вони використовувалися протягом 14-15 століть. Підтип XXa має більш гостро звужене лезо і гостріше вістря.